# Lune
Lune – rzeka w Anglii, przepływająca przez hrabstwa Kumbria i Lancashire. Uchodzi do Morza Irlandzkiego i jest długa na 85 kilometrów. Nad rzeką leży miasto Lancaster, które wzięło swoją nazwę od „Lune”. Z kolei słowo „Lune” pochodzi prawdopodobnie z języka celtyckiego i oznacza „czysty”, lub z anglosaskiego „Ēa Lōn” (rzeka Lon)- oznaczającego celtyckiego boga, czczonego w okolicy.